# Kahn (Einheit)
Kahn war ein vietnamesisches Massemaß (Gewichtsmaß) und entsprach dem Pfund.

## Masseneinheit
Das  annamesische Maß hatte diese Maßkette:
- 1 Kahn = 16 Lüong = 160 Dong = 1600 Fahn = 16000 Li = 160.000 Hao = 1.600.000 Hot = 624,80 Gramm

Nach anderer Quelle war
- 1 Kahn = 10Lüong = 100 Dong = 1000 Fahn = 10.000 Li = 100.000 Hao = 1.000.000 Hot = 624,80 Gramm[1]
- 5/8 Hahn = 1 Nen = 10 Lüong/Unzen = 390,5 Gramm[2]
- 10 Hahn = 1 Jehn = 6,248 Kilogramm[3]
- 50 Kahn = 1 Linh = 31,24 Kilogramm[4]
- 500 Kahn = 1 Kwan
- Hue und Turon: 150 Kahn/Kättis = 1 Pikol (für Zucker)

## Volumenmaß
In Böhmen war Hahn eine Volumeneinheit und ein Getreidemaß.
- 1 Kahn = 308 Liter[5]